# Andalgalá
Andalgalá – miasto w Argentynie, w prowincji Catamarca, stolica departamentu o tej samej nazwie.
Według danych szacunkowych na rok 2010 miejscowość liczyła 12 600 mieszkańców.